# DC Black Label
DC Black Label (también conocido simplemente como (Black Label) es un sello de la editorial estadounidense de cómics DC Comics que consta de miniseries originales y reimpresiones de libros publicados anteriormente bajo otros sellos. El sello tiene la intención de presentar personajes tradicionales del DC Universe para una audiencia madura con una serie independiente en formato Prestige.  El primer título del sello, Batman: Damned, se publicó el 19 de septiembre de 2018. 

## Historial de publicaciones
Los números individuales de los cómics que se publiquen bajo la línea Black Label se lo hará en Formato Prestige. Si una serie de cómics supera la duración de una miniserie, ésta se publicará en formato estándar. Todas las series finalmente se recopilan en formato de tapa dura.
Black Label se lanzó en septiembre de 2018. Black Label está diseñado para que escritores y artistas creen historias más orientadas a los adultos/"edgy", sin tener que seguir las reglas de continuidad y clasificación por edades.
Con la discontinuación del sello Vertigo de DC, series nuevas y actuales, así como reimpresiones de títulos antiguos, se publicarán bajo el sello DC Black Label a partir de 2020.  Algunas series reimpresas incluyen The Sandman, Fábulas, Y:The Last Man, The Sleeper, Sweet Tooth, Animal Man, Doom Patrol, Swamp Thing, Watchmen, IZombie, etc. Las continuaciones de las series Vertigo se publican bajo la línea Black Label, como Sweet Tooth: El Regreso y Fábulas #151 - 162.

## Series y continuidad
Muchas series lanzadas por DC Black Label se centran en personajes del Universo DC, con historias descritas como más oscuras o más maduras, o reinvenciones de personajes existentes.
Geoff Johns expresó que las historias de Black Label no siempre tienen que existir fuera del canon del universo principal. Las historias que pueden no existir intencionalmente dentro del universo principal al momento de su lanzamiento se pueden incorporar al universo principal dependiendo de su éxito o popularidad. 
Tom King, hablando acerca del tema de la continuidad en la línea principal de DC, ha dicho que hay tres categorías importantes, la primera basada en las publicaciones de DC durante los 1980s. Los cómics de esta categoría no tienen ninguna relación con el Universo DC. En la segunda categoría se encuentran historias que podrían existir en futuros hipotéticos de la continuidad principal, como Batman: The Dark Knight. Estas historias están puestas en un futuro hipotético en la línea principal de continuidad, el cual puede o no puede pasar. En la tercera categoría se encuentran historias qué pasan en el DCU pero que tenien lugar con los libros mensuales que DC publica, pero, como La Broma Asesina, podrían tener un impacto encima si el escritor así lo decide.

## Títulos
| Comics                                       | Comics        | Comics                                             | Comics                         | Comics                            | Comics        |
| Título                                       | Tomos         | Fecha de publicación                               | Escritor                       | Artista                           | Ref.          |
| Publicaciones                                | Publicaciones | Publicaciones                                      | Publicaciones                  | Publicaciones                     | Publicaciones |
| -------------------------------------------- | ------------- | -------------------------------------------------- | ------------------------------ | --------------------------------- | ------------- |
| batman: Damned                               | #1–3          | 19 de septiembre de 2018 – 26 de junio de 2019     | Brian Azzarello                | Lee Bermejo                       | [ 6 ] [ 7 ]   |
| Superman: Year One                           | #1–3          | 19 de junio de 2019 – 16 de octubre de 2019        | Frank Miller                   | John Romita Jr.                   |               |
| Dark Knight Returns: The Golden Child        | #1            | 11 de diciembre de 2019                            | Frank Miller                   | Rafael Grampá                     | [ 8 ]         |
| Harleen                                      | #1–3          | 25 de septiembre de 2019 – 18 de diciembre de 2019 | Stjepan Šejić                  | Stjepan Šejić                     |               |
| Batman: Last Knight on Earth                 | #1–3          | 29 de mayo de 2019 – 18 de diciembre de 2019       | Scott Snyder                   | Greg Capullo                      | [ 9 ]         |
| Joker: Killer Smile                          | #1–3          | 30 de octubre de 2019 – 19 de febrero de 2020      | Jeff Lemire                    | Andrea Sorrentino                 |               |
| Birds of Prey                                | #1            | 02 de junio de 2020                                | Brian Azzarello                | Emanuela Lupacchino               | [ 10 ]        |
| The Last God: Sourcebook                     | #1            | 02 de junio de 2020                                | Phillip Kennedy Johnson        | Riccardo Federici                 |               |
| Batman: The Smile Killer                     | #1            | 24 de junio de 2020                                | Jeff Lemire                    | Andrea Sorrentino                 | [ 11 ]        |
| Joker/Harley: Criminal Sanity - Secret Files | #1            | 21 de julio de 2020                                | Kami Garcia Ed Kurz            | David Mack Jason Badower          |               |
| Wonder Woman: Dead Earth                     | #1–4          | 18 de diciembre de 2019 – 18 de agosto de 2020     | Daniel Warren Johnson          | Daniel Warren Johnson             | [ 12 ]        |
| The Question: The Deaths of Vic Sage         | #1–4          | 20 de noviembre de 2019 – 25 de agosto de 2020     | Jeff Lemire                    | Denys Cowan                       |               |
| The Last God: Songs of Lost Children         | #1            | 22 de septiembre de 2020                           | Dan Watters                    | Steve Beach                       | [ 13 ]        |
| batman: Three Jokers                         | #1–3          | 25 de agosto de 2020 – 27 de octubre de 2020       | Geoff Johns                    | Jason Fabok                       | [ 14 ]        |
| The Last God                                 | #1–12         | 30 de octubre de 2019 – 26 de enero de 2021        | Phillip Kennedy Johnson        | Riccardo Federici                 |               |
| Harley Quinn and the Birds of Prey           | #1–4          | 12 de febrero de 2020 – 02 de febrero de 2021      | Amanda Conner Jimmy Palmiotti  | Arthur Adams                      | [ 15 ]        |
| Hellblazer: Rise and Fall                    | #1–3          | 02 de septiembre de 2020 – 02 de febrero de 2021   | Tom Taylor                     | Darick Robertson                  | [ 16 ]        |
| Joker/Harley: Criminal Sanity                | #1–8          | 09 de octubre de 2019 – 07 de abril de 2021        | Kami Garcia                    | Mike Mayhew Mico Suayan           |               |
| Glotón: The Return                           | #1–6          | 03 de noviembre de 2020 – 13 de abril de 2021      | Jeff Lemire                    | Jeff Lemire                       | [ 17 ]        |
| The Other History of the DC Universe         | #1–5          | 24 de noviembre de 2020 – 27 de julio de 2021      | John Ridley                    | Giuseppe Camuncoli                | [ 18 ]        |
| American Vampire 1976                        | #1–10         | 06 de octubre de 2020 – 03 de agosto de 2021       | Scott Snyder                   | Rafael Albuquerque                |               |
| Rorschach                                    | #1–12         | 13 de octubre de 2020 – 14 de septiembre de 2021   | Tom King                       | Jorge Fornés                      |               |
| Strange Adventures                           | #1–12         | 04 de marzo de 2020 – 12 de octubre de 2021        | Tom King                       | Mitch Gerads Evan "Doc" Shaner    |               |
| Batman: Reptilian                            | #1–6          | 22 de junio de 2021 – 23 de noviembre de 2021      | Garth Ennis                    | Liam Sharp                        |               |
| Batman: The Imposter                         | #1–3          | 12 de octubre de 2021 – 14 de diciembre de 2021    | Mattson Tomlin                 | Andrea Sorrentino                 |               |
| Peacemaker: Disturbing the Peace             | #1            | 25 de enero de 2022                                | Garth Ennis                    | Garry Brown                       | [ 19 ]        |
| Batman/Catwoman Special                      | #1            | 25 de enero de 2022                                | Tom King                       | John Paul Leon                    |               |
| Batman vs. Bigby! A Wolf in Gotham           | #1–6          | 28 de septiembre de 2021 – 22 de febrero de 2022   | Bill Willingham                | Brian Level                       |               |
| Superman vs. Lobo                            | #1–3          | 24 de agosto de 2021 – 08 de marzo de 2022         | Tim Seeley Sarah Beattie       | Mirka Andolfo                     | [ 20 ]        |
| Suicide Squad: Get Joker!                    | #1–3          | 03 de agosto de 2021 – 10 de mayo de 2022          | Brian Azzarello                | Alex Maleev                       |               |
| Batman/Catwoman                              | #1–12         | 01 de diciembre de 2020 – 28 de junio de 2022      | Tom King                       | Clay Mann                         |               |
| Suicide Squad: Blaze                         | #1–3          | 8 de febrero de 2022 – 05 de julio de 2022         | Simon Spurrier                 | Aaron Campbell                    | [ 21 ]        |
| Batman: One Dark Knight                      | #1–3          | 21 de diciembre de 2021 – 26 de julio de 2022      | Jock                           | Jock                              | [ 22 ]        |
| Tales of the Human Target                    | #1            | 23 de agosto de 2022                               | Tom King                       | Greg Smallwood                    | [ 23 ]        |
| Rogues                                       | #1–4          | 22 de marzo de 2022 – 18 de octubre de 2022        | Joshua Williamson              | Leomacs                           | [ 24 ]        |
| Aquaman: Andromeda                           | #1–3          | 7 de junio de 2022 – 18 de octubre de 2022         | Ram V                          | Christian Ward                    | [ 25 ]        |
| Catwoman: Lonely City                        | #1–4          | 19 de octubre de 2021 – 25 de octubre de 2022      | Cliff Chiang                   | Cliff Chiang                      |               |
| The Nice House on the Lake                   | #1–12         | 01 de junio de 2021 – 27 de diciembre de 2022      | James Tynion IV                | Álvaro Martínez Bueno             |               |
| Wonder Woman Historia: The Amazons           | #1–3          | 30 de noviembre de 2021 – 27 de diciembre de 2022  | Kelly Sue DeConnick            | Phil Jimenez Gene Ha Nicola Scott |               |
| <i id="mwAlI">Human Target</i>               | #1–12         | 02 de noviembre de 2021 – 28 de febrero de 2023    | Tom King                       | Greg Smallwood                    |               |
| Swamp Thing: Green Hell                      | #1–3          | 28 de diciembre de 2021 – 21 de marzo de 2023      | Jeff Lemire                    | Doug Mahnke                       | [ 26 ]        |
| Batman & The Joker: The Deadly Duo           | #1–7          | 1 de noviembre de 2022 – 02 de mayo de 2023        | Marc Silvestri                 | Marc Silvestri                    | [ 27 ]        |
| The Riddler: Year One                        | #1–6          | 25 de octubre de 2022 – 29 de agosto de 2023       | Paul Dano                      | Stevan Subic                      | [ 28 ]        |
| Peacemaker Tries Hard                        | #1–6          | 2 de mayo de 2023 – 3 de octubre de 2023           | Kyle Starks                    | Steve Pugh                        | [ 29 ]        |
| Danger Street                                | #1–12         | 13 de diciembre de 2022 – 12 de diciembre de 2023  | Tom King                       | Jorge Fornés                      | [ 30 ]        |
| Waller vs. WildStorm                         | #1–4          | 28 de marzo de 2023 – 12 de diciembre de 2023      | Spencer Ackerman Evan Narcisse | Eric Battle                       | [ 31 ]        |
| Batman: City of Madness                      | #1–3          | 10 de octubre de 2023 - 13 de febrero de 2024      | Christian Ward                 | Christian Ward                    | [ 32 ]        |
| Fábulas                                      | #1–12         | 17 de mayo de 2022 – 12 de marzo de 2024           | Bill Willingham                | Mark Buckingham                   |               |
| The Bat-Man: First Knight                    | #1–3          | 05 de marzo de 2024 – 21 de mayo de 2024           | Dan Jurgens                    | Mike Perkins                      | [ 33 ]        |
| En Publicación                               |               |                                                    |                                |                                   |               |
| Superman: The Last Days of Lex Luthor        | #1–3          | 25 de julio de 2023 – Por Anunciar                 | Mark Waid                      | Bryan Hitch                       | [ 34 ] [ 35 ] |
| Batman: Gargoyle of Gotham                   | #1–4          | 16 de septiembre de 2023 – Por Anunciar            | Rafael Grampá                  | Rafael Grampá                     | [ 36 ]        |
| The Boy Wonder                               | #1–5          | 07 de mayo de 2024 - Por Anunciar                  | Juni Ba                        | Juni Ba                           | [ 37 ]        |
| Zatanna: Bring Down the House                | #1–5          | 25 de junio de 2024 - Por Anunciar                 | Mariko Tamaki                  | Javier Rodríguez                  | [ 38 ]        |
| The Nice House By The Sea                    | #1–12         | 24 de julio de 2024 - Por Anunciar                 | James Tynion IV                | Álvaro Martínez Bueno             | [ 39 ]        |
| Próximamente                                 |               |                                                    |                                |                                   |               |
| Jenny Sparks                                 | #1-6          | 21 de agosto de 2024 - Por Anunciar                | Tom King                       | Jeff Spokes                       |               |
| Plastic Man No More!                         | #1-4          | 4 de septiembre de 2024 - Por Anunciar             | Christopher Cantwell           | Alex Lins                         |               |
| Batman: Full Moon                            | #1-4          | 9 de octubre de 2024 - Por Anunciar                | Rodney Barnes                  | Stevan Subic                      |               |
| No Producido                                 |               |                                                    |                                |                                   |               |
| Wonder Woman: Diana's Daughter               | Por Anunciar  |                                                    |                                |                                   |               |

## Líneas de Black Label
Varias líneas aparecen bajo el sello Black Label. Cada una de estas líneas a menudo se comparte bajo el mismo paraguas creativo con algún tipo de conexión entre cada serie, ya sea a través de equipos creativos, universo compartido o incluso temáticamente.

### El Universo Sandman
La línea se lanzó para celebrar el 30 aniversario de The Sandman (1989-1996) de Neil Gaiman y el 25 aniversario de Vertigo. La línea comenzó en agosto de 2018 con la presentación de The Sandman Universe por parte del creador Neil Gaiman. Esta línea se publicó inicialmente bajo el sello Vertigo, pero DC cerró la línea Vertigo en enero de 2020 como parte de una reorganización de las marcas dirigidas a edades. Todos los títulos de Sandman Universe se publican actualmente bajo DC Black Label.

### Hill House Comics
Hill House Comics es una línea emergente de cómics de terror fundada y organizada por Joe Hill bajo DC Black Label. El primer título, Basketful of Heads #1, escrito por Joe Hill, se lanzó el 30 de octubre de 2019. También hay una historia de respaldo, Sea Dogs, escrita por Joe Hill en cada serie de cómics, y que con cada capítulo de esta historia se sigue el orden de cuándo se lanzó cada número de cómic de Hill House Comics.  Se publicó un libro de bolsillo comercial de Sea Dogs en formato de bolsillo comercial como parte de una Box Set de Hill House que recopiló todas las historias de respaldo y agregó páginas adicionales.  La última serie de este sello, Refrigerator Full of Heads, fue una secuela de la primera serie lanzada y concluyó en abril de 2022.  
| Cómics de Hill House             | Cómics de Hill House  | Cómics de Hill House                              | Cómics de Hill House | Cómics de Hill House    | Cómics de Hill House |
| Título                           | Tomos                 | Fecha de publicación                              | Escritor             | Artista                 | Ref.                 |
| Publicaciones                    | Publicaciones         | Publicaciones                                     | Publicaciones        | Publicaciones           | Publicaciones        |
| -------------------------------- | --------------------- | ------------------------------------------------- | -------------------- | ----------------------- | -------------------- |
| Basketful of Heads               | #1–7                  | 30 de octubre de 2019 – 27 de mayo de 2020        | Joe Hill             | Leomacs                 | [ 43 ]               |
| La familia de la casa de muñecas | #1–6                  | 13 de noviembre de 2019 – 20 de mayo de 2020      | Mike Carey           | Peter Gross Vince Locke | [ 43 ]               |
| El bosque bajo, bajo             | #1–6                  | 18 de diciembre de 2019 – 23 de junio de 2020     | Carmen María Machado | Dani                    | [ 43 ]               |
| Daphne Byrne                     | #1–6                  | 2020-01-08 de enero de 2020 – 10 de junio de 2020 | laura marcas         | Kelley Jones            | [ 43 ]               |
| Inmersión                        | #1–6                  | 19 de febrero de 2020 – 25 de agosto de 2020      | Joe Hill             | Stuart Immonen          | [ 43 ]               |
| Lobos de mar                     | Historias de respaldo | 26 de octubre de 2021                             | Joe Hill             | Daniel McDaid           |                      |
| Nevera llena de cabezas          | #1–6                  | 19 de octubre de 2021 – 19 de abril de 2022       | Rio Youers           | Tom Fowler              | [ 44 ]               |

### Murphyverso
Para marzo de 2020, tras el éxito de batman: Caballero Blanco (2017-2018) y batman: La maldición del Caballero Blanco (2019-2020), ambos cómics creados por Sean Murphy, DC estaba interesado en crear un mini sello centrado en Las obras de Murphy.  Conocido como "Murphyverse", el sello pretende presentar series limitadas ambientadas en el universo compartido establecido por primera vez en la serie Caballero Blanco.  Los títulos principales de este universo han sido escritos y dibujados por el propio Murphy, con spin-offs escritos y dibujados por otros creadores.

## Edición recopilada

### Material reimpreso de DC Black Label
Bajo este sello, en DC Black Label se han reimpreso varias series. Ya sean títulos originales publicados originalmente bajo DC Vertigo o títulos publicados originalmente por DC Comics
| Título                                                          | Material recopilado | Escritor         | Artista                                                         | Páginas | Fecha de Publication    |
| --------------------------------------------------------------- | --- | ---------------- | --------------------------------------------------------------- | ------- | ----------------------- |
| 100 Bullets: Book One (2024 Edition)                            | 100 Bullets #1-19 and a short story from Vertigo: Winter’s Edge #3.                                                                           | Brian Azzarello  | Eduardo Risso                                                   | 453     | 2 de abril de 2024      |
| 100 Bullets: Book Two (2025 Edition)                            | 100 Bullets #20-36 | Brian Azzarello  | Eduardo Risso                                                   | 416     | 22 de abril de 2025     |
| Animal Man by Grant Morrison and Chaz Truog Compendium          | #1-26 and a tale from SECRET ORIGINS #39 | Alan Moore       | Chaz Truog                                                      | 712     | 1 de octubre de 2024    |
| Animal Man Omnibus (2022 Edition)                               | #1-26 and a tale from SECRET ORIGINS #39 | Alan Moore       | Chaz Truog                                                      | 712     | 23 de agosto de 2022    |
| Batman: White Knight                                            | Batman: White Knight #1-8 | Sean Murphy      | Sean Murphy                                                     | 232     | 9 de octubre de 2018    |
| Bodies                                                          | Bodies #1-8 | Si Spencer       | Meghan Hetrick, Dean Ormston, Tula Lotay and Phil Winslade      | 208     | 31 de octubre de 2023   |
| DC: The New Frontier                                            | DC: The New Frontier #1-6 | Darwyn Cooke     | Darwyn Cooke                                                    | 407     | 19 de febrero de 2019   |
| DMZ: Compendium One                                             | DMZ #1-36 | Brian Wood       | Riccardo Burcchielli                                            | 840     | 31 de marzo de 2020     |
| DMZ: Compendium Two                                             | DMZ #37-72 | Brian Wood       | Riccardo Burcchielli                                            | 824     | 11 de enero de 2022     |
| Fables: Compendium One                                          | Fables #1-41, Fables: The Last Castle, A Wolf in the Fold, Fables: 1,001 Nights of Snowfall                                                   | Bill Willingham  | Mark Buckingham                                                 | 1180    | 20 de octubre de 2020   |
| Fables: Compendium Two                                          | Fables #42–82 | Bill Willingham  | Mark Buckingham                                                 | 1402    | 11 de mayo de 2021      |
| Fables: Compendium Three                                        | Fables #83–113; Jack of Fables #33–35, The Literals #1–3, Fables: Werewolves of the Heartland #1, Pinocchio's Army                            | Bill Willingham  | Mark Buckingham                                                 | 1094    | 24 de agosto de 2021    |
| Fables: Compendium Four                                         | Fables #114–150 | Bill Willingham  | Mark Buckingham                                                 | 909     | 21 de diciembre de 2021 |
| Green Arrow: The Longbow Hunters Saga Omnibus Volume 1          | Green Arrow: The Longbow Hunters #1-3, Green Arrow #1-50, and a story from Secret Origins #38                                                 | Mike Grell       | Mike Grell                                                      | 1536    | 1 de septiembre de 2020 |
| Green Arrow: The Longbow Hunters Saga Omnibus Volume 2          | Green Arrow #51-80, Green Arrow: The Wonder Year #1-4, Shado: Song of the Dragon #1-4, The Brave and the Bold #1-6, Green Arrow Annual #4, 6, | Mike Grell       | Mike Grell                                                      | 1480    | 28 de diciembre de 2021 |
| iZombie Omnibus (2023 Edition)                                  | iZombie #1-28 | Chris Roberson   | Micheal Allred                                                  | 656     | 24 de octubre de 2023   |
| Joker: 10th Anniversary Edition                                 | Joker 2008 | Brian Azzarello  | Lee Bermejo                                                     | 144     | July 3rd 2019           |
| Luthor 10th Anniversary Edition                                 | Lex Luthor: Man of Steel #1-5 | Brian Azzarello  | Lee Bermejo                                                     | 144     | July 9th, 2019          |
| Sweet Tooth Compendium                                          | Sweet Tooth #1-40 | Jeff Lemire      | Jeff Lemire                                                     | 920     | June 8th, 2021          |
| Saga of the Swamp Thing Box Set                                 | Saga of the Swamp Thing Volume #1-6 | Alan Moore       | Stephen Bissette, John Totleben, Rick Veitch and Alfredo Alcalá | 1238    | 27 de diciembre de 2021 |
| V for Vendetta                                                  | V for Vendetta #1-10 | Alan Moore       | David Loyd                                                      | 296     | 17 de noviembre de 2021 |
| Watchmen                                                        | Watchmen #1-12 | Alan Moore       | Dave Gibbons                                                    | 414     | May 20th, 2019          |
| [./file:///Y:/_El_último_hombre Y: The Last Man] Compendium One | Y: The Last Man #1-31 | Brian K. Vaughan | Pia Guerra                                                      | 728     | 10 de noviembre de 2020 |
| Y: The Last Man Compendium Two                                  | Y: The Last Man #32-60 | Brian K. Vaughan | Pia Guerra                                                      | 704     | 8 de marzo de 2022      |

### Recopilaciones de DC Black Label
| Collected editions                                           | Collected editions                                                                                           | Collected editions | Collected editions             | Collected editions                | Collected editions | Collected editions       | Collected editions |
| Título                                                       | Material recopilado                                                                                          | Formato            | Escritor                       | Artista                           | Páginas            | Fecha de Publicación     | ISBN               |
| ------------------------------------------------------------ | --- | ------------------ | ------------------------------ | --------------------------------- | ------------------ | ------------------------ | ------------------ |
| batman: Damned                                               | Batman: Damned #1–3                                                                                          | HC                 | Brian Azzarello                | Lee Bermejo                       | 160                | 04 de septiembre de 2019 | 978-1401291402     |
| Superman: Year One                                           | Superman: Year One #1–3                                                                                      | HC                 | Frank Miller                   | John Romita Jr.                   | 160                | 12 de noviembre de 2019  | 978-1401291372     |
| Harleen                                                      | Harleen #1–3                                                                                                 | HC                 | Stjepan Šejić                  | Stjepan Šejić                     | 160                | 11 de febrero de 2020    | 978-1779501110     |
| Batman: Last Knight on Earth                                 | Batman: Last Knight on Earth #1–3                                                                            | HC                 | Scott Snyder                   | Greg Capullo                      | 184                | 07 de abril de 2020      | 978-1401294960     |
| Basketful of Heads                                           | Basketful of Heads #1–7                                                                                      | HC                 | Joe Hill                       | Leomacs Dave Stewart              | 184                | 08 de septiembre de 2020 | 978-1779502971     |
| Joker: Killer Smile                                          | Joker: Killer Smile #1–3 and Batman: The Smile Killer #1                                                     | HC                 | Jeff Lemire                    | Andrea Sorrentino                 | 160                | 15 de septiembre de 2020 | 978-1779502698     |
| Dark Knight Returns: The Golden Child – The Deluxe Edition   | Dark Knight Returns: The Golden Child                                                                        | HC                 | Frank Miller                   | Rafael Grampa                     | 80                 | 15 de septiembre de 2020 | 978-1779503916     |
| John Constantine, Hellblazer Vol. 1: Marks of Woe            | The Sandman Universe Presents: Hellblazer #1, John Constantine, Hellblazer #1–6, and The Books of Magic #14  | HC                 | Simon Spurrier                 | Aaron Campbell                    | 216                | 29 de septiembre de 2020 | 978-1779502896     |
| The Low, Low Woods                                           | The Low, Low Woods #1–6                                                                                      | HC                 | Carmen Maria Machado           | Dani                              | 160                | 29 de septiembre de 2020 | 978-1779504524     |
| The Dollhouse Family                                         | The Dollhouse Family #1–6                                                                                    | HC                 | Mike Carey                     | Peter Gross Vince Locke           | 160                | 13 de octubre de 2020    | 978-1779504647     |
| Daphne Byrne                                                 | Daphne Byrne #1–6                                                                                            | HC                 | Laura Marks                    | Kelley Jones                      | 160                | 03 de noviembre de 2020  | 978-1779504654     |
| batman: Three Jokers                                         | Batman: Three Jokers #1–3                                                                                    | HC                 | Geoff Johns                    | Jason Fabok                       | 160                | 17 de noviembre de 2020  | 978-1779500236     |
| Plunge                                                       | Plunge #1–6                                                                                                  | HC                 | Joe Hill                       | Jeremy Wilson                     | 168                | 17 de noviembre de 2020  | 978-1779506887     |
| The Question: The Deaths of Vic Sage                         | The Question: The Deaths of Vic Sage #1–4                                                                    | HC                 | Jeff Lemire                    | Denys Cowan                       | 200                | 24 de noviembre de 2020  | 978-1779505583     |
| Wonder Woman: Dead Earth                                     | Wonder Woman: Dead Earth #1–4                                                                                | HC                 | Daniel Warren Johnson          | Daniel Warren Johnson             | 200                | 01 de diciembre de 2020  | 978-1779502612     |
| Harley Quinn & the Birds of Prey: The Hunt for Harley        | Harley Quinn & the Birds of Prey #1–4 and a story from Harley Quinn Black + White + Red #12                  | HC                 | Jimmy Palmiotti                | Amanda Conner                     | 160                | 23 de marzo de 2021      | 978-1779504494     |
| John Constantine, Hellblazer Vol. 2: The Best Version of You | John Constantine, Hellblazer #7–12                                                                           | HC                 | Simon Spurrier                 | Aaron Campbell                    | 163                | 30 de marzo de 2021      | 978-1779504494     |
| The Last God: Book I of the Fellspyre Chronicles             | The Last God #1–12, The Last God: Tales from the Book of Ages #1 and The Last God: Songs of Lost Children #1 | HC                 | Phillip Kennedy Johnson        | Riccardo Federici                 | 448                | 03 de agosto de 2021     | 978-1779510549     |
| Sweet Tooth: The Return                                      | Sweet Tooth: The Return #1–6                                                                                 | TP                 | Jeff Lemire                    | Jeff Lemire                       | 152                | 17 de agosto de 2021     | 978-1779510327     |
| Joker/Harley: Criminal Sanity                                | Joker/Harley: Criminal Sanity #1–8 and Joker/Harley: Criminal Sanity Secret Files #1                         | HC                 | Kami Garcia                    | Mico Suayan                       | 304                | 07 de septiembre de 2021 | 978-1779512024     |
| American Vampire 1976                                        | American Vampire 1976 #1–10                                                                                  | HC                 | Scott Snyder                   | Rafael Albuquerque                | 264                | 02 de noviembre de 2021  | 978-1779512673     |
| The Other History of the DC Universe                         | The Other History of the DC Universe #1–5                                                                    | HC                 | John Ridley                    | Giuseppe Camuncoli                | 224                | 16 de noviembre de 2021  | 978-1779511973     |
| Rorschach                                                    | Rorschach #1–12                                                                                              | HC                 | Tom King                       | Jorge Fornés                      | 312                | 07 de diciembre de 2021  | 978-1779512048     |
| Strange Adventures                                           | Strange Adventures #1–12                                                                                     | HC                 | Tom King                       | Mitch Gerads Evan Shaner          | 376                | 14 de diciembre de 2021  | 978-1779512031     |
| Batman: The Imposter                                         | Batman: The Imposter #1–3                                                                                    | HC                 | Mattson Tomlin                 | Andrea Sorrentino                 | 168                | 22 de febrero de 2022    | 978-1779514325     |
| The Nice House on the Lake Vol. 1                            | The Nice House on the Lake #1–6                                                                              | TP                 | James Tynion IV                | Alvaro Martinez                   | 200                | 01 de marzo de 2022      | 978-1779514349     |
| Batman vs. Bigby! A Wolf in Gotham                           | Batman vs. Bigby! A Wolf in Gotham #1–6                                                                      | TP                 | Bill Willingham                | Brian Level                       | 160                | 10 de mayo de 2022       | 978-1779515254     |
| Batman: Reptilian                                            | Batman: Reptilian #1–6                                                                                       | HC                 | Garth Ennis                    | Liam Sharp                        | 160                | 31 de mayo de 2022       | 978-1779515339     |
| Suicide Squad: Get Joker!                                    | Suicide Squad: Get Joker! #1–3                                                                               | HC                 | Brian Azzarello                | Alex Maleev                       | 160                | 05 de julio de 2022      | 978-1779514257     |
| Human Target Vol. 1                                          | Human Target #1–6                                                                                            | HC                 | Tom King                       | Greg Smallwood                    | 192                | 13 de septiembre de 2022 | 978-1779516701     |
| Batman: One Dark Knight                                      | Batman: One Dark Knight #1–3                                                                                 | HC                 | Jock                           | Jock                              | 168                | 20 de septiembre de 2022 | 978-1779510280     |
| Rogues                                                       | Rogues #1–4                                                                                                  | HC                 | Joshua Williamson              | Leomacs                           | 208                | 04 de octubre de 2022    |                    |
| Refrigerator Full of Heads                                   | Refrigerator Full of Heads #1–6                                                                              | HC                 | Rio Youers                     | Tom Fowler                        | 160                | 18 de octubre de 2022    |                    |
| Catwoman: Lonely City                                        | Catwoman: Lonely City #1-4                                                                                   | HC                 | Cliff Chiang                   | Cliff Chiang                      | 208                | 22 de noviembre de 2022  |                    |
| Batman/Catwoman                                              | Batman/Catwoman #1–12 and Batman/Catwoman Special #1                                                         | HC                 | Tom King                       | Clay Mann                         | 272                | 13 de diciembre de 2022  | 978-1779517074     |
| Suicide Squad: Blaze                                         | Suicide Squad: Blaze #1–3                                                                                    | HC                 | Simon Spurrier                 | Aaron Campbell                    | 168                | 13 de diciembre de 2022  |                    |
| Wonder Woman Historia: The Amazons                           | Wonder Woman Historia: The Amazons #1-3                                                                      | HC                 | Kelly Sue DeConnick            | Phil Jimenez Gene Ha Nicola Scott | 232                | 6 de junio de 2023       | 978-1779521354     |
| Swamp Thing: Green Hell                                      | Swamp Thing: Green Hell #1-3                                                                                 | HC                 | Jeff Lemire                    | Doug Mahnke                       | 152                | 1 de agosto de 2023      | 978-1779517234     |
| Batman & The Joker: The Deadly Duo                           | Batman & The Joker: The Deadly Duo #1-7                                                                      | HC                 | Marc Silvestri                 | Marc Silvestri                    | 208                | 12 de septiembre de 2023 | 978-1779523105     |
| Aquaman: Andromeda                                           | Aquaman: Andromeda #1-3                                                                                      | HC                 | Ram V                          | Christian Ward                    | 176                | 21 de noviembre de 2023  | 978-1779517333     |
| Waller Vs. Wildstorm                                         | Waller Vs. Wildstorm #1-4                                                                                    | HC                 | Spencer Ackerman Evan Narcisse | Eric Battle                       | 144                | 21 de noviembre de 2023  | 978-1779517517     |